# Echinocorambe brattegardi
Echinocorambe brattegardi Valdes & Bouchet, 1998 è un mollusco nudibranchio della famiglia Akiodorididae. È l'unica specie nota del genere Echinocorambe.

## Distribuzione e habitat
Gli esemplari raccolti da Valdes provengono dal Mare di Norvegia, ad una profondità compresa tra i 2538 e i 3016 metri di profondità.